# Clariger
A Clariger a csontos halak (Osteichthyes) főosztályának a sugarasúszójú halak (Actinopterygii) osztályába, ezen belül a sügéralakúak (Perciformes) rendjébe, a gébfélék (Gobiidae) családjába és a Gobionellinae alcsaládjába tartozó nem.

## Rendszerezés
A nembe az alábbi 6 faj tartozik:
- Clariger chionomaculatus Shiogaki, 1988
- Clariger cosmurus Jordan & Snyder, 1901
- Clariger exilis Snyder, 1911
- Clariger papillosus Ebina, 1935
- Clariger sirahamaensis Sakamoto, 1932
- Clariger taiwanensis Jang-Liaw, Gong & Chen, 2012